# Phương diện quân Miến Điện
Phương diện quân Miến Điện (緬甸方面軍, Biruma hōmen gun), là một phương diện quân thuộc quân đội Đế quốc Nhật Bản, tham gia thế chiến thứ 2.

## Lịch sử
Phương diện quân Miến Điện được thành lập ngày 27 tháng 3 năm 1943, nằm trong biên chế Nam Phương quân, đây là lực lượng đồn trú, bảo vệ nhà nước độc lập Miến Điện chống lại sự tái chiếm và tái thực dân hóa từ các đơn vị Vương quốc Anh từ nước láng giềng Ấn Độ tràn qua.
Phương diện quân Miến Điện đến kiểm soát chặt chẽ chính trị, xã hội, văn hóa từ thành thị đến nông thôn và khai thác các nguồn tài nguyên của Miến Điện triệt để. Với sự lãnh đạo yếu kém không có năng lực, các chiến thuật sai lầm và cung cấp không đầy đủ nhu yếu phẩm và quân tiếp viện, phương diện quân Miến Điện thất bại trong việc ngăn chặn sự tấn công, xâm nhập từ các đơn vị Anh Quốc và Trung Hoa Dân Quốc từ Vân Nam.
Năm 1944, trung tướng Mutaguchi Renya, chỉ huy tập đoàn quân 15 được chuyển tới phương diện quân Miến Điện, và ông đã ép buộc mở một cuộc tấn công. Kết quả trận Kohima và trận Imphal là một trong những trận đánh thảm họa tồi tệ nhất của quân đội đế quốc Nhật Bản. Những trận đánh tiếp theo tại Mặt trận Miến Điện, quân đội Nhật Bản tiếp tục thua lớn.
Những đơn vị còn lại của phương diện quân Miến Điện đầu hàng quân Đồng Minh tại Mawlamyine vào ngày 15 tháng 8 năm 1945.

## Danh sách Chỉ huy

### Tư lệnh
|   | Name                        | From             | To               |
| - | --------------------------- | ---------------- | ---------------- |
| 1 | Trung tướng Kawabe Masakazu | 18 Tháng 3, 1943 | 30 Tháng 8, 1944 |
| 2 | Trung tướng Kimura Heitaro  | 30 Tháng 8, 1944 | 12 Tháng 9, 1945 |

### Tham mưu trưởng
|   | Tên                          | Từ               | Tới              |
| - | ---------------------------- | ---------------- | ---------------- |
| 1 | Thiếu tướng Naka Eitaro      | 18 Tháng 3, 1943 | 22 Tháng 9, 1944 |
| 2 | Trung tướng Tanaka Shinichi  | 22 Tháng 9, 1944 | 23 Tháng 5, 1945 |
| 3 | Trung tướng Tsunamasa Shidei | 23 Tháng 5, 1945 | 29 Tháng 7, 1945 |

## Biên chế
Tập đoàn quân 15
Tập đoàn quân 28
Tập đoàn quân 33
Sư đoàn Can Đảm
Sư đoàn Bộ binh 49
Sư đoàn Bộ binh 52
Lữ đoàn Độc lập Hỗn hợp 24
Lữ đoàn Độc lập Hỗn hợp 72
Lữ đoàn Độc lập Hỗn hợp 105

### Sách
- Latimer, Jon (2004). Burma: The Forgotten War. London: John Murray. ISBN 978-0719565762.
- Madej, Victor (1981). Japanese Armed Forces Order of Battle, 1937-1945. Game Publishing Company. ASIN: B000L4CYWW.